# Kommunistische Partei Palästinas
Die Kommunistische Partei Palästinas (arabisch الحزب الشيوعي الفلسطيني, DMG al-Ḥizb aš-šuyūʿī al-filasṭīnī, jiddisch פּאלעסטינישע קאָמוניסטישע פּארטײ, Palestiniše Komunistiše Partej, kurz PKP) war eine politische Partei in Palästina, die 1923 als Zusammenschluss aus der Palästinensischen Kommunistischen Partei (1922) und der Kommunistischen Partei Palästinas gegründet wurde. 1924 wurde die Partei als palästinensische Sektion der Kommunistischen Internationale (Komintern) anerkannt.
Die Palästinensische Kommunistische Partei war aus einer Linksabspaltung der sozialistisch-zionistischen Poale Zion entstanden. Im Zuge der Oktoberrevolution suchte ein Teil von deren Mitglieder den Anschluss an die Kommunistische Internationale und distanzierte sich zu Gunsten weltrevolutionärer Hoffnungen zunehmend von den zionistischen Siedlungsplänen und der Errichtung eines Judenstaates in Palästina.
Im Jahre 1923 unterstützte der Parteitag der Kommunistischen Partei Palästinas in einer Resolution die arabische nationale Bewegung im Kampf gegen den britischen Imperialismus und verurteilte den Zionismus als Bewegung der jüdischen Bourgeoisie, die mit dem britischen Imperialismus verbündet sei. Damit wurde die Partei in die Komintern aufgenommen. Die Partei war auch gegen die zionistische Besiedelung Palästinas sowie gegen die Histadrut und ihre Politik der „jüdischen Arbeit“.
Mitte der 1920er Jahre begann die Partei, arabische Mitglieder zu werben. Nach britischen Geheimdienstquellen trat 1924 erstmals ein Araber der Partei bei. 1925 hatte die Partei acht arabische Mitglieder. In diesem Jahr hatte die Partei Kontakt mit der Arabisch-Palästinensischen Arbeiterorganisation und stellte gleichzeitig Verbindungen zur einheimischen Elite der arabischen Gesellschaft her. Nach Halliday zog die Partei viele christliche Araber an, da diese als orthodoxe Christen eine gefühlsmäßige Verbindung zu Russland hatten. Als die Komintern jedoch 1928 einen ultralinken Schwenk vollzog und die Zusammenarbeit mit nationalen Bourgeoisien in den Kolonien ablehnte, kam der Prozess der Stärkung der Partei unter der arabischen Bevölkerung zum Stillstand. Nach einer neuerlichen Kehrtwende 1930 forderte die Komintern ihre Sektion in Palästina auf, den arabischen Anteil an ihren Kadern und in ihrer Führung rasch zu erhöhen.
Unter der Herrschaft von Josef Stalin erlitten die Parteiaktivisten in der Sowjetunion radikale Säuberungen, darunter zahlreiche Personen, die dem Parteiführer Leopold Trepper nahe standen. Daniel Averbach, ein Gründungsmitglied der Partei, wurde so brutal geschlagen, dass er den Verstand verlor, Joseph Berger, ein Aktivist der ersten Stunde, verbrachte Jahrzehnte seines Lebens im GuLag und wurde erst 1956 rehabilitiert.
1943 spaltete sich die Partei: Die arabischen Mitglieder gründeten 1944 die Nationale Befreiungsliga. Anfangs waren sowohl die PKP als auch die Befreiungsliga gegen den UNO-Teilungsplan von 1947, doch als die Sowjetunion ihn billigte, unterstützten auch sie ihn.
Mit der Unterstützung des Teilungsplanes im Oktober 1947 änderte die PKP auch ihren Namen in „Kommunistische Partei von Eretz Israel“ (Makej). Damit verwendeten Kommunisten erstmals den Begriff „Eretz Israel“ („Land Israel“). Es war jedoch in Palästina unter der britischen Mandatsherrschaft weithin geübte Praxis gewesen, „Palästina“ bei Übersetzungen ins Hebräische als „Eretz Israel“ wiederzugeben. Die Partei sah die Teilung nach wie vor als vorübergehende Abweichung vom Weg zu einem binationalen Staat an. Die beiden Parteien blieben während des Krieges von 1948 in Verbindung, und nach dem Krieg schloss sich die Nationale Befreiungsliga innerhalb der Grenzen des neuen Staates zur Israelischen Kommunistischen Partei (Maki) zusammen.
Ab 1951 organisierte die Jordanische Kommunistische Partei die Palästinenser im Westjordanland, während eine neue Palästinensische Kommunistische Organisation Mitglieder in Gaza mobilisierte. 1975 wurde auch im Westjordanland als Sektion der jordanischen Partei eine Palästinensische Kommunistische Organisation gebildet, die 1982 ihre Verbindungen nach Jordanien auflöste und sich mit der Organisation in Gaza zur neuen Kommunistischen Partei Palästinas zusammenschloss. Aus dieser wurde später die Palästinensische Volkspartei, die sich 1987 der Palästinensischen Befreiungsorganisation (PLO) anschloss.

## Weitere Quellen
- Beinin, Joel (1990): Was the Red Flag Flying There? Marxist Politics and the Arab-Israeli Conflict in Egypt and Israel, 1948–1965. Berkeley: University of California Press, ISBN 0-520-07036-4.
- Kawar, Amal (1996): Daughters of Palestine: Leading Women of the Palestinian National Movement. SUNY Press. ISBN 0-7914-2845-1.
- Bernstein, Deborah S.: (2000). Constructing Boundaries: Jewish and Arab Workers in Mandatory Palestine. SUNY Press. ISBN 0-7914-4539-9.* Connell, Dan (2001). Rethinking Revolution: New Strategies for Democracy & Social Justice: The Experiences of Eritrea, South Africa, Palestine and Nicaragua. The Red Sea Press. ISBN 1-56902-145-7.
- Younis, Mona M. (2000): Liberation and Democratization: The South African & Palestinian National Movements. University of Minnesota Press. ISBN 0-8166-3299-5.
- Greenstein, Ran (17. April 2009): Class, Nation, and Political Organization: The Anti-Zionist Left in Israel/Palestine. University of the Witwatersrand, Johannesburg, Published online by Cambridge University Press.